# 品川司
品川 司（しながわ つかさ、戸籍名：藤戸 光秀、旧名：韓 光秀、1910年〈明治43年〉11月15日 - 1992年〈平成4年〉12月3日）とは、朝鮮忠清南道燕岐郡出身の政治運動家、平和運動家、頭山満門下の右翼である。
私財をつぎこんで授産所や診療所の運営を行っていた。
原水協に先んじて、原水爆実験禁止運動を手がけて、100万人の署名運動を起こした。

## 肩書き
世論新聞社社主、平和公論社社主、財団法人平和厚生会理事長、国民民主党総裁、日本民主党総裁。

## 経歴

### 前半生
自称していた略歴は下記の通り。
本籍東京都、広島県出身。1938年誠進會設立、1940年専修大学経済専科卒。1945年国弘通信社社主、誠進會を政経社に改組。1948年世論新聞社社長就任、政経社を社団法人政経厚生会に改組。1953年6月政経厚生会を平和厚生会に改組。
1942年 「大森ホテル」の支配人を務めていた際、内紛から元経営者の親族2名を殺害、懲役12年が確定し服役。
1950年頃、藤戸某と養子縁組して日本に転籍。
1952年頃に出所。被選挙権獲得直後より、東京を選挙区とする国政選挙を主に立候補し続ける。
1952年、東条英機らが戦犯として死刑になったときは、数寄屋橋に人を集めて平和祈願の慰霊法要を営んだ。

### 後半生
1955年の第27回衆議院議員総選挙後の3月5日、有権者を戸別訪問した疑いで、公職選挙法違反で逮捕された。衆院選に立候補したことに絡んで殺人前科等について報じた読売新聞を名誉棄損で提訴したが敗訴した（署名狂やら殺人前科事件）。
1956年の第4回参議院議員通常選挙の選挙戦では港区、中央区、千代田区、品川区を中心に関係諸団体の支持を背景に健闘した。
1968年の第8回参議院議員通常選挙では、今村均元陸軍大将、松隈秀雄元専売公社総裁、大浜信泉前早稲田大学総長、嘉納履正講道館館長、川合寿人元警視総監、コロムビア・トップ、コロムビア・ライトなどの推薦を受けた。
1979年の第35回衆議院議員総選挙では、宝井馬琴、将棋の升田幸三、嘉納、藤井松太郎前日本国有鉄道総裁、松隈、コロムビア・ライト、前田幸蔵元日本税理士会連合会会長、森口忠造専修大学理事長の推薦を受けた。
1983年の第13回参議院議員通常選挙では、赤城宗徳元農林大臣、大槻文平日経連会長、嘉納、灘尾弘吉元衆議院議長、松隈などの推薦を受けた。
いわゆる「泡沫候補」を意図的に排除するマスコミの報道は公職選挙法・放送法に違反している、としてNHKなどを相手取り民事裁判を起こしたが、1989年に最高裁判所に於いて品川の訴えはすべて棄却された。1992年の参院選が最後の立候補となった。主宰していた世論新聞が1000号を突破した際には、福田赳夫や瀬戸山三男が祝辞を寄せている。
1992年12月3日死去、82歳没。生前の品川の遺志により、訃報は翌年発行の世論新聞まで発表されなかった。品川の死没から丁度10年後の2002年12月3日、世論新聞社は解散に至った。平和厚生会も2013年12月1日に解散している。

## 選挙運動
- 「品川司の公報は血と汗の綴りでございます故是非お目通し賜りますようお願い申し上げます」「今度こそは品川司の出番です」の紋切型で始まる選挙公報には、政財界の錚々たる推薦者が名を連ね、紳士然とした態度で切々と訴えかける政見放送の印象と相俟って、赤尾敏、大木明雄と並び称される知名度があり、終ぞ当選の栄誉に浴することは無かったものの、時折上位で健闘する場合があった。
- 選挙では『社団法人東京都個人タクシー協会有志』の推薦や支持を受けていた時期もあり、僅かながら同協会関係者による組織票も有していた[1]。
- 選挙運動はトヨペット・クラウン（後にトヨタ・マークIIワゴン）を選挙カーに仕立て、ウグイス嬢を従えて街頭を回るという比較的オーソドックスなものであった。選挙運動には個人タクシー運転手有志が参加した他、コロムビア・トップ・ライトらが応援に立った[1]。
- 赤坂迎賓館正門に隣接する敷地に『平和厚生会・北方領土恢復運動センター』の看板を掲げた掘っ建て小屋を構えていた[1]。
- 選挙とは無関係に、銀座・新宿など繁華街で時折辻立ちを行っていた[1]。
- 選挙公報に「自民党所属」と記している事例がある（1960年の第29回衆議院議員総選挙等）が、それらの選挙にも実際は無所属で立候補を届け出ており、自由民主党の公認や推薦を得たことは一度もない。

## 立候補歴
- 1952年 第25回衆議院議員総選挙（東京1区、定数4、候補者数24）　無所属　393票　21位
- 1953年 第26回衆議院議員総選挙（東京1区、定数4、候補者数16）　無所属　787票　13位
- 1955年 第27回衆議院議員総選挙（東京1区、定数4、候補者数14）　無所属　1,809票　8位
- 1956年 第4回参議院議員通常選挙（東京都選出、定数4、候補者数17）　無所属　11,716票　12位
- 1958年 第28回衆議院議員総選挙（東京1区、定数4、候補者数13）　無所属　3,825票　7位
- 1959年 第5回参議院議員通常選挙（東京都選出、定数4、候補者数23）　無所属　12,118票　15位
- 1960年 第29回衆議院議員総選挙（東京1区、定数4、候補者数22）　無所属　1,368票　7位
- 1962年 第6回参議院議員通常選挙（東京都選出、定数4、候補者数24）　無所属　14,251票　13位
- 1963年 第30回衆議院議員総選挙（東京1区、定数4、候補者数20）　無所属　3,727票　7位
- 1965年 第7回参議院議員通常選挙（東京都選出、定数4、候補者数39）　無所属　36,090票　9位
- 1968年 第8回参議院議員通常選挙（東京都選出、定数4、候補者数24）　無所属　23,561票　10位
- 1969年 第32回衆議院議員総選挙（東京2区、定数5、候補者数11）　無所属　2,604票　10位
- 1972年 第33回衆議院議員総選挙（東京2区、定数5、候補者数9）　無所属　1,712票　9位
- 1974年 第10回参議院議員通常選挙（全国区、改選数54、候補者112）　無所属　12,840票　94位
- 1977年 第11回参議院議員通常選挙（東京都選出、定数4、候補者数18）　無所属　15,984票　10位
- 1979年 第35回衆議院議員総選挙（東京2区、定数5、候補者数10）　国民民主党　585票　10位
- 1980年 第12回参議院議員通常選挙（東京都選出、定数4、候補者数11）　国民民主党　37,802票　7位
- 1983年 第13回参議院議員通常選挙（東京都選出、定数4、候補者数34）　無所属　10,573票　9位
- 1983年 第37回衆議院議員総選挙（東京2区、定数5、候補者数9）　国民民主党　1,203票　9位
- 1986年 第14回参議院議員通常選挙（東京都選出、定数4、候補者数50）　日本民主党　15,994票　10位
- 1987年 東京都知事選挙（候補者数11）　日本民主党　30,873票　4位
- 1989年 第15回参議院議員通常選挙（東京都選出、定数4、候補者数43）　日本民主党　9,624票　12位
- 1990年 第39回衆議院議員総選挙（東京2区、定数5、候補者数11）　日本民主党　957票　7位
- 1992年 第16回参議院議員通常選挙（東京都選出、定数4、候補者数52）　日本民主党　15,286票　10位

## 政治団体

### 国民民主党 (日本 1979)
品川が1979年の第35回衆議院議員総選挙（東京2区）に立候補する際に設立、自らの推薦団体とした政治団体。1980年の第12回参議院議員通常選挙（東京都選出）、1983年の第37回衆議院議員総選挙（東京2区）でも使用したが、同年先に施行された第13回参議院議員通常選挙（東京都選出）には無所属で立ち、その後1986年の第14回参議院議員通常選挙（東京都選出）からは「日本民主党」を名乗るようになった。

### 日本民主党 (1986)
品川が1986年の第14回参議院議員通常選挙（東京都選挙区）に出馬する際に、それ迄の「国民民主党」に代わって設立、自らの推薦団体とした政治団体。1953年の第26回衆議院議員総選挙に際し、既に結党されていたとする資料もある。
品川は「福祉国家と世界平和の確立」、「国民精神の道徳による武装」をスローガンに、首相公選、参議院の比例代表制廃止、北方領土恢復などを選挙公約に立候補したが落選。 翌1987年の東京都知事選挙、1989年の第15回参議院議員通常選挙（東京都選挙区）、1990年の第39回衆議院議員総選挙（東京2区）、1992年の第16回参議院議員通常選挙（東京都選出）にも「日本民主党」名義で出馬したが、いずれも惜敗した。